# Даніель Ельснер
Даніель Ельснер (нім. Daniel Elsner; нар. 4 січня 1979) — колишній німецький тенісист.
Найвищу одиночну позицію світового рейтингу — 92 місце досяг 23 жовтня 2000, парну — 505 місце — 19 червня 2000 року.
Найвищим досягненням на турнірах Великого шолома було 2 коло в одиночному розряді.

## Юніорські фінали турнірів Великого шолома

### Одиночний розряд: 4 (3–1)
| Результат | Рік  | Турнір                                 | Покриття | Суперник       | Рахунок  |
| --------- | ---- | -------------------------------------- | -------- | -------------- | -------- |
| Перемога  | 1996 | Відкритий чемпіонат США з тенісу       | Тверде   | Маркус Хіпфль  | 6–3, 6–2 |
| Перемога  | 1997 | Відкритий чемпіонат Австралії з тенісу | Тверде   | Веслі Вайтгаус | 7–6, 6–2 |
| Перемога  | 1997 | Відкритий чемпіонат Франції з тенісу   | Ґрунт    | Луїс Орна      | 6–4, 6–4 |
| Поразка   | 1997 | Вімблдонський турнір                   | Трава    | Веслі Вайтгаус | 3–6, 6–7 |

### Парний розряд: 1 (1 поразка)
| Результат | Рік  | Турнір                               | Покриття | Partnet         | Суперники                     | Рахунок  |
| --------- | ---- | ------------------------------------ | -------- | --------------- | ----------------------------- | -------- |
| Поразка   | 1996 | Відкритий чемпіонат Франції з тенісу | Ґрунт    | Ян-Ральф Брандт | Олів'є Мютіс Себастьян Грожан | 2–6, 3–6 |

## Фінали ATP Челленджер і ITF Ф'ючерс

### Одиночний розряд: 19 (14–5)
| Легенда              |
| -------------------- |
| ATP Челленджер (6–3) |
| ITF Ф'ючерс (8–2)    |

| Фінали за покриттям |
| ------------------- |
| Тверде (3–1)        |
| Ґрунт (10–4)        |
| Трава (0–0)         |
| Килим (1–0)         |

| Результат | В-П  | Дата     | Турнір                            | Рівень     | Покриття | Суперник              | Рахунок            |
| --------- | ---- | -------- | --------------------------------- | ---------- | -------- | --------------------- | ------------------ |
| Перемога  | 1–0  | Кві 1998 | Німеччина F3, Гоенбрунн           | Ф'ючерс    | Ґрунт    | Жером Енель           | 6–0, 6–3           |
| Перемога  | 2–0  | Чер 1998 | Німеччина F10, Альбштадт          | Ф'ючерс    | Ґрунт    | Карстен Аррієнс       | 6–3, 6–2           |
| Перемога  | 3–0  | Чер 1998 | Німеччина F11, Трір               | Ф'ючерс    | Ґрунт    | Ігор Гауді            | 6–3, 6–7, 6–3      |
| Перемога  | 4–0  | Кві 2000 | Франція F9, Клермон-Ферран        | Ф'ючерс    | Килим    | Олів'є Мютіс          | 6–3, 6–4           |
| Перемога  | 5–0  | Кві 2000 | Франція F10, Сен-Бріє             | Ф'ючерс    | Ґрунт    | Тобіас Клеменс        | 6–2, 6–1           |
| Перемога  | 6–0  | Кві 2000 | Німеччина F1, Берлін              | Ф'ючерс    | Тверде   | Ян Вацек              | 6–2, 7–5           |
| Поразка   | 6–1  | Чер 2000 | Фюрт, Німеччина                   | Челленджер | Ґрунт    | Іраклій Лабадзе       | 4–6, 4–6           |
| Перемога  | 7–1  | Чер 2000 | Вайден, Німеччина                 | Челленджер | Ґрунт    | Філіп Девулф          | 6–1, 7–6(7–5)      |
| Поразка   | 7–2  | Чер 2002 | Німеччина F6, Обервайлер-Тіфенбах | Ф'ючерс    | Ґрунт    | Крістоф Вліген        | 1–6, 0–1 ret.      |
| Перемога  | 8–2  | Кві 2003 | Австралія F2, Девонпорт           | Ф'ючерс    | Тверде   | Тодд Ларкхем          | 4–6, 7–5, 6–4      |
| Перемога  | 9–2  | Сер 2003 | Менхенгладбах, Німеччина          | Челленджер | Ґрунт    | Іраклій Лабадзе       | 6–1, 2–6, 6–3      |
| Перемога  | 10–2 | Вер 2003 | Брашов, Румунія                   | Челленджер | Ґрунт    | Резван Сабиу          | 6–2, 6–1           |
| Поразка   | 10–3 | Вер 2003 | Софія, Болгарія                   | Челленджер | Ґрунт    | Стефан Робер          | 1–6, 6–4, 6–7(4–7) |
| Поразка   | 10–4 | Чер 2004 | Брауншвейг, Німеччина             | Челленджер | Ґрунт    | Томаш Бердих          | 6–4, 1–6, 4–6      |
| Перемога  | 11–4 | Лип 2004 | Целль-на-Гармерсбасі, Німеччина   | Челленджер | Ґрунт    | Дітер Кіндльманн      | 6–3, 6–1           |
| Перемога  | 12–4 | Вер 2005 | Брашов, Румунія                   | Челленджер | Ґрунт    | Даніель Хімено-Травер | 7–5, 6–2           |
| Перемога  | 13–4 | Тра 2006 | Загреб, Хорватія                  | Челленджер | Ґрунт    | Віктор Крівой         | 4–6, 6–1, 6–2      |
| Перемога  | 14–4 | Кві 2007 | Швеція F2, Лінчепінг              | Ф'ючерс    | Тверде   | Мікаель Екман         | 6–3, 6–1           |
| Поразка   | 14–5 | Жов 2007 | Німеччина F20, Ізернгаген         | Ф'ючерс    | Тверде   | Андре Віслер          | 4–6, ret.          |

### Парний розряд: 4 (1–3)
| Легенда              |
| -------------------- |
| ATP Челленджер (0–1) |
| ITF Ф'ючерс (1–2)    |

| Фінали за покриттям |
| ------------------- |
| Тверде (1–0)        |
| Ґрунт (0–1)         |
| Трава (0–0)         |
| Килим (0–2)         |

| Результат | В-П | Дата     | Турнір                         | Рівень     | Покриття | Партнер        | Суперники                          | Рахунок                   |
| --------- | --- | -------- | ------------------------------ | ---------- | -------- | -------------- | ---------------------------------- | ------------------------- |
| Поразка   | 0–1 | Вер 1999 | Німеччина F10, Обергахінг      | Ф'ючерс    | Килим    | Tomas Zivnicek | Петр Ковачка Павел Курднач         | 4–6, 7–6, 6–7             |
| Поразка   | 0–2 | Чер 2000 | Вайден, Німеччина              | Челленджер | Ґрунт    | Анді Фальке    | Марк Нілсен Андрій Столяров        | 5–7, 3–6                  |
| Перемога  | 1–2 | Січ 2003 | Німеччина F1B, Біберах-на-Рісі | Ф'ючерс    | Тверде   | Філіпп Пецшнер | Альберто Бріцці Міхаель Рідерстедт | 6–4, 6–4                  |
| Поразка   | 1–3 | Січ 2003 | Німеччина F1C, Мюнхен          | Ф'ючерс    | Килим    | Філіпп Пецшнер | Міхал Мертиняк Ігор Зеленай        | 6–4, 6–7(18–20), 6–7(5–7) |

## Часовий графік результатів
| W | Ф | ПФ | ЧФ | #Р | КТ | К# | DNQ | A | NH |

### Одиночний розряд
| Турніри Великого шлему                 |     |     |     |     |     |     |              |              |              |              |              |       |     |     |
| Відкритий чемпіонат Австралії з тенісу |     |     |     |     |     | 1р  |              |              | К2р          |              | К1р          | 0 / 1 | 0–1 | 0%  |
| Відкритий чемпіонат Франції з тенісу   |     |     |     |     |     | 1р  |              |              | 2р           | К2р          |              | 0 / 2 | 1–2 | 33% |
| Вімблдонський турнір                   |     |     |     |     |     | 1р  |              |              |              |              |              | 0 / 1 | 0–1 | 0%  |
| Відкритий чемпіонат США з тенісу       |     |     |     |     |     |     |              |              | 1р           |              |              | 0 / 1 | 0–1 | 0%  |
| В-П                                    | 0–0 | 0–0 | 0–0 | 0–0 | 0–0 | 0–3 | 0–0          | 0–0          | 1–2          | 0–0          | 0–0          | 0 / 5 | 1–5 | 17% |
| Тур ATP Мастерс 1000                   |     |     |     |     |     |     |              |              |              |              |              |       |     |     |
| Монте-Карло                            |     | К1р |     |     |     |     |              |              |              |              |              | 0 / 0 | 0–0 | –   |
| Рим                                    |     |     |     |     |     | К1р |              |              |              |              |              | 0 / 0 | 0–0 | –   |
| Гамбург                                | К2р | К1р |     |     |     | К1р |              |              |              |              |              | 0 / 0 | 0–0 | –   |
| Штутгарт                               |     | 1р  |     |     | К1р |     | Не проводили | Не проводили | Не проводили | Не проводили | Не проводили | 0 / 1 | 0–1 | 0%  |
| В-П                                    | 0–0 | 0–1 | 0–0 | 0–0 | 0–0 | 0–0 | 0–0          | 0–0          | 0–0          | 0–0          | 0–0          | 0 / 1 | 0–1 | 0%  |